# Ukita Kensei
Kensei Ukita (sinh ngày 12 tháng 6 năm 1997) là một cầu thủ bóng đá người Nhật Bản.

## Sự nghiệp câu lạc bộ
Kensei Ukita đã từng chơi cho Kashiwa Reysol.